# Condado de Gimeno
El condado de Gimeno es un título nobiliario español creado por el rey Alfonso XIII en favor de Amalio Gimeno y Cabañas, catedrático de Medicina, ministro de Estado y Marina etc., mediante real decreto del 21 de junio de 1920 y despacho expedido el 31 de diciembre del mismo año.

## Condes de Gimeno
|                           | Titular                        | Periodo                   |
| Creación por Alfonso XIII | Creación por Alfonso XIII      | Creación por Alfonso XIII |
| ------------------------- | ------------------------------ | ------------------------- |
| I                         | Amalio Gimeno y Cabañas        | 1920-1936                 |
| II                        | Amalio Gimeno y Linares        | 1950-1976                 |
| III                       | Amalio María Gimeno y Tarazaga | 1976-2017                 |

## Historia de los condes de Gimeno

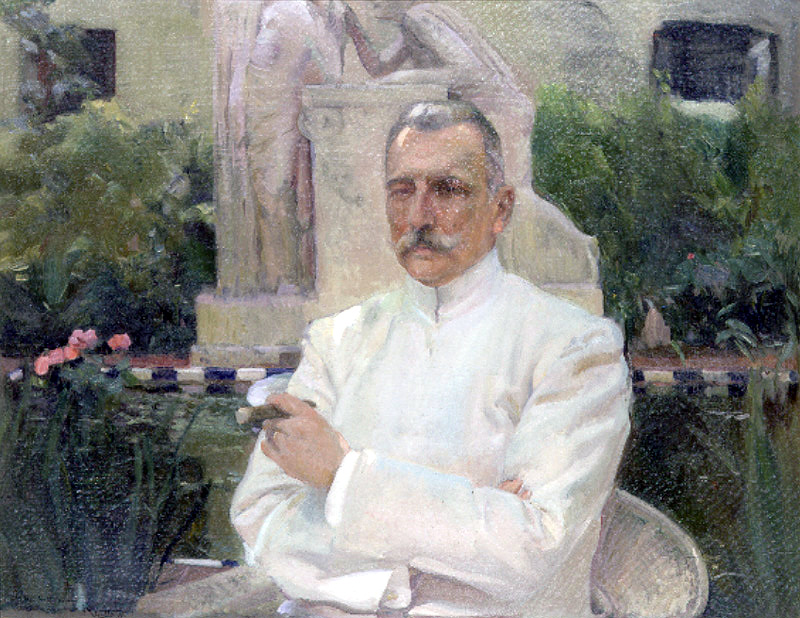
Amalio Gimeno y Cabañas, I conde de Gimeno. Retrato de Joaquín Sorolla (1919).

- Amalio Gimeno y Cabañas (Cartagena, 31 de mayo de 1852-Madrid, 9 de septiembre de 1936), I conde de Gimeno, doctor en Medicina, catedrático de Patología Médica, ministro de Estado y de Marina, diputado a Cortes, senador vitalicio del reino etc., presidente de la Junta Técnica del Instituto de Bacteriología e Higiene, Gran Cruz de Carlos III y de Alfonso XII.[1][3]

Casó el 9 de marzo de 1874, en Madrid, con Dolores Rodríguez-Jaén y Román. El 31 de diciembre de 1950, previo decreto del 2 de diciembre de 1949 por el que se convalidaba la sucesión otorgada por la Diputación de la Grandeza (BOE del día 10), le sucedió su nieto:
- Amalio Gimeno y Linares, II conde de Gimeno.[2][5]

Casó con Inmaculada Concepción Tarazaga y Beltrán. El 18 de marzo de 1976, previa orden del día 15 del mismo mes y año para que se expida la correspondiente carta de sucesión (BOE del 9 de abril), le sucedió, por cesión, su hijo:
- Amalio María Gimeno y Tarazaga (m. Madrid, 3 de abril de 2017[7]), III conde de Gimeno.[5]

Casó con Ana María Gazpio Munárriz (n. 1947). Sus hermanos, Vicente María Gimeno García y María América Gimeno Tarazaga, han solicitado la sucesión/rehabilitación en el título.